# Восстановительное аминирование
Восстановительное аминирование — вид аминирования, при котором карбонильная группа замещается на амин через промежуточный имин. Один из важнейших методов получения аминов, например в фармацевтической промышленности.
Классическим примером реакции может служить реакция Миньонака (1921), в которой кетон реагирует с аммиаком в присутствии никелевого катализатора, например реакция синтеза 1-фенилэтиламина из ацетофенона: